# El Día del Avatar
El Día del Avatar es el vigésimo quinto episodio de la serie animada de televisión Avatar: la leyenda de Aang y el quinto capítulo de la segunda temporada.

## Sinopsis
Momo observa una araña que ha hecho una telaraña dentro de la boca de Sokka, ya que él dormía con su boca abierta. Momo coge la araña y despierta a Sokka, que grita. Momo termina encima de Katara y de Aang despertándolos. Su arrebato atrae la atención de una unidad militar de la Nación del Fuego conocida como Los Rhinos ásperos del fuego, que los rodea. En su tentativa de irse rápidamente, el trío se da cuenta inmediatamente que cada uno dejó una posesión preciosa detrás en el campo: los pergaminos maestro-agua de Katara, el bastón de Aang, y el búmeran de Sokka. Katara y Aang recuperan sus posesiones deseadas mientras que Sokka es el único quién no puede recuperar el suyo. Él se siente enojado de que los demás pudieran conseguir sus posesiones a pesar del peligro y no hubo tiempo para el suyo. Katara confirma simplemente el hecho. 
Una vez en una aldea del Reino Tierra, el trío se entera de un festival llamado “Día del Avatar.” Miran el desfile que comienza con estatuas gigantes que hacen referencia a Kyoshi, Roku y Aang. El trío creyó al principio que el festival era para honrar al Avatar, pero entonces un hombre con una antorcha quema las tres estatuas con la aprobación ruidosa de la aldea, que cantan, “¡Fuera el Avatar!” Aang se revela como el Avatar, sólo para ser arrestado. Mientras que en su celda en la cárcel, el alcalde de la aldea explica que el “Día del Avatar” fue formado después de que la Avatar Kyoshi mató al líder de la aldea, Chin el grande. 
Para probar la inocencia de Aang (o Kyoshi), Sokka y Katara deciden buscar evidencia en la aldea de la isla de Kyoshi. Descubren que según los habitantes de Kyoshi, ella fundaba la isla en el mismo tiempo que se supone asesinó a Chin el grande. Desafortunadamente, la evidencia es inútil porque en estos ensayos, los lados de oposición dicen solamente lo que creen sucedido. Usando solamente las dos historias, el jurado decide quién es inocente y quién es culpable; para este caso, el alcalde de la aldea sirve como el procesamiento y jurado. Mientras tanto, Aang, aún en su celda, ha llegado a ser algo amistoso con los otros presos. Uno de ellos ofrece un consejo sobre las muchachas (es decir, Katara). 
Durante el juicio de Aang, después de oír la historia del comandante de la aldea y la versión vaga de Aang, lo encuentran culpable. Rechazando rendirse, Katara vistió a Aang con el uniforme de Kyoshi. Asombrosamente, Kyoshi se manifiesta a través del cuerpo de Aang (como el Avatar Roku lo hizo). Ella anuncia a la aldea que ella mató a Chin el grande (o “Conquistador,” como ella lo llama), pero fue para una buena causa. Chin el Grande conquistaba tierras vecinas y planeaba la conquista de la aldea de Kyoshi, así que para proteger a su gente, ella fue a enfrentar al ejército de Chin sola. Pero en vez de luchar, Kyoshi rompió la península entera despegándola del continente, empujándola lejos para formar la isla de Kyoshi. En el proceso, Kyoshi uso aire-control para dispersar al ejército de Chin. Chin gritó con frustración hacia la isla que se alejaba, pero estaba parado en el borde de un acantilado, la tierra se quebró debajo de sus pies y él cayó a su muerte. 
Una vez que Kyoshi se despoja del cuerpo de Aang, la aldea trae una rueda para que Aang la haga girar y determinar su castigo. Aterriza en "cocido en aceite" pero antes de que la sentencia pueda ser realizada, los bandidos de la nación del fuego llegan para asumir el control de la aldea. Temiendo por su seguridad, el alcalde cambia rápidamente el castigo a servicio comunitario, y habla con Aang para derrotar a los guerreros y para liberar la aldea. El trío contra ataca a los guerreros, los derrotan y se van. Sokka recupera su búmeran durante la batalla. En un acto de agradecimiento, el alcalde decide que en el futuro, los Avatares serán honrados. Puesto que Aang no fue hervido en aceite ese día, la celebración implicará comer alimentos con la forma del Avatar Aang hecho de pasta cruda. Mientras tanto, avergonzado de la posición que él ahora ocupa, el Príncipe Zuko se disfraza como el Espíritu Azul para robar a los aldeanos locales. Preocupado de cómo Zuko está llevando la situación, Iroh le dice a Zuko, “En los tiempos más oscuros, esperanza es algo que te das. Ése es el significado de la fuerza interna.” Después de pensar lo que dijo su tío, Zuko decide viajar solo.
- Datos: Q28479412